# Braunkehl-Schattenkolibri
Der Braunkehl-Schattenkolibri (Phaethornis longuemareus), auch Brauner Zwergschattenkolibri  oder Zwergeremit ist eine Vogelart aus der Familie der Kolibris (Trochilidae). Das Verbreitungsgebiet dieser Art reicht von der Insel Trinidad und Nordostvenezuela über Guyana, Suriname und Französisch-Guayana bis in den äußersten nordöstlichen Zipfel von Brasilien. Der Bestand wird von der IUCN als „nicht gefährdet“ (Least Concern) eingeschätzt.

## Merkmale
Der Braunkehl-Schattenkolibri erreicht eine Körperlänge von etwa 8,4 bis 9 cm bei einem Gewicht der Männchen von 1,5 bis 3,8 g und der Weibchen von 2,5 bis 3,8 g. Der 25 mm lange, gebogene Schnabel ist an der Basis des Unterschnabels gelb. Die Wangen sind dunkel mit gelbbraunem Überaugenstrich und matterem, gelbbraunen Wangenstrich. Die Kehle ist mit engmaschigen dunklen Sprenkeln verziert. Die Oberseite ist bronze- bis kupfergrün, eine Färbung, die sich vom blass rötlichen Braun des Bürzels und der Oberschwanzdecken abhebt. Die Unterschwanzdecken sind weiß. Die Unterseite wirkt zimtfarben bis gelbbraun. Beim gestuften Schwanz sind die zentralen Steuerfedern am längsten und haben weiße Spitzen.

## Verhalten und Ernährung
Den Nektar beziehen die Braunkehl-Schattenkolibris von unterschiedlichen Blüten. So wurden sie an Helikonien, den zu den Akanthusgewächsen gehörenden Gattungen Pachystachys und Justica, Costus, Brechsträuchern, Mandevilla, der zu den Rötegewächsen gehörenden Gattung Cephaelis und vielen anderen Pflanzen beobachtet. Als sogenannte Trapliner fliegen sie regelmäßig in rascher Folge ganz bestimmte verstreute Blüten an. Dazu gehören kleinere Gliederfüßer zu ihren Nahrungsquellen.

## Lautäußerungen
Der Gesang besteht aus einer hohen Serie unaufhörlicher Wiederholungen. Eine Serie dauert eine Sekunde und besteht typischerweise aus vier bis sechs hohen Tönen und endet mit tieferen, undeutlichen Tönen. Die Männchen singen gemeinsam zu mehreren an den Leks, wo sie auf Ästen und Zweigen in ca. 1 Meter Höhe über dem Boden sitzen.

## Fortpflanzung
Ihre Brutsaison ist von Dezember bis Juni. Auf Trinidad findet man die meisten Nester von Januar bis März. In Suriname wurden Nester im Januar und im August entdeckt, in Französisch-Guayana im Januar, Juli und im August. Das Nest ist ein langer, kegelförmiger Kelch aus Pflanzenmaterial und Spinnweben. Dieses bringen die Braunkehl-Schattenkolibris an der Unterseite hängender Blätter an. Ein Gelege besteht aus zwei weißen Eiern.

## Verbreitung und Lebensraum

Verbreitungsgebiet des Braunkehl-Schattenkolibris

Der Braunkehl-Schattenkolibri bewohnt das Unterholz verschiedener offener Waldarten, wie Sumpf- und Mangrovenwälder, Sekundärvegetation, Dickicht, Gebüsch, Waldränder und Plantagen auf dem südamerikanischen Festland. Auf Trinidad ist sein bevorzugtes Habitat eher der Regenwald. Er bewegt sich in Höhenlagen von Meereshöhe bis 700 Meter.

## Unterarten
Die Art gilt als monotypisch. Die von William Henry Phelps und William Henry Phelps, Jr. 1952 beschriebene Unterart Phaethornis longuemareus imatacae wird heute als Hybride vom Braunkehl-Schattenkolibri und Strichelkehl-Schattenkolibri betrachtet. Phaethornis longuemareus cordobae Zimmer, 1950 wird heute als Synonym für Phaethornis striigularis saturatus Ridgway, 1910 angesehen.

## Etymologie und Forschungsgeschichte
René Primevère Lesson beschrieb den Braunkehl-Schattenkolibri unter dem Namen Trochilus longuemareus. Das Typusexemplar stammte aus Cayenne und befand sich in der Sammlung von Agathe François Gouÿe de Longuemare (1792–1866). 1827 führte William Swainson die Gattung Phaethornis für den Langschwanz-Schattenkolibri (Phaethornis superciliosus (Linnaeus, 1766)) ein.
Der Begriff Phaethornis leitet sich aus den griechischen Wörtern φαέθων phaéthōn für „leuchtend, strahlend“ und ὄρνις órnis für „Vogel“ ab. Der Name longuemareus ist seinem Sammler gewidmet. Imatacae bezieht sich auf die Sierra de Imataca mit dem Cerro Tomasote, der Ort an dem das Typusexemplar von Fulvio Benedetti am 6. April 1942 gesammelt wurde.

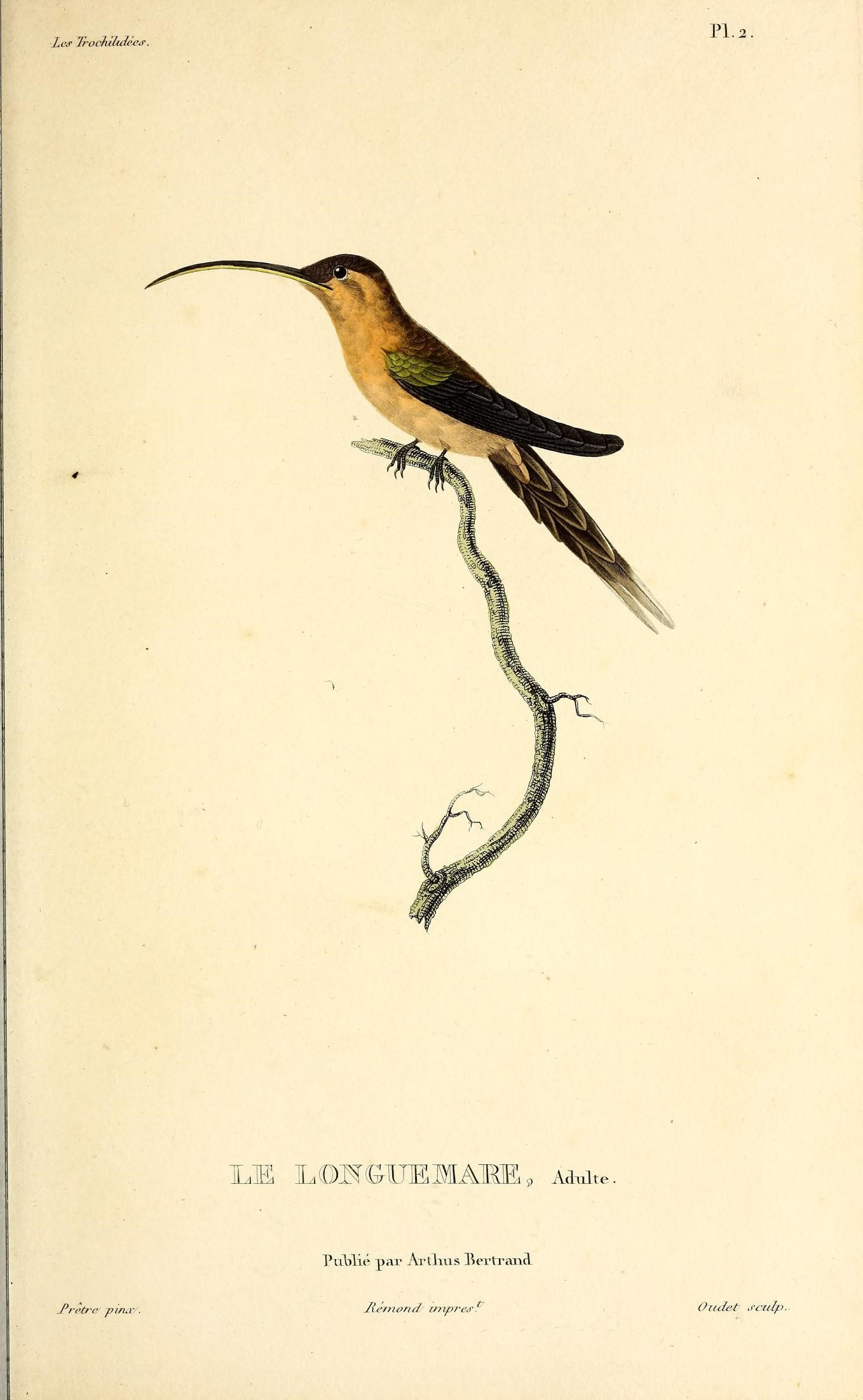
Braunkehl-Schattenkolibri, illustriert von Jean-Gabriel Prêtre zur Originalbeschreibung
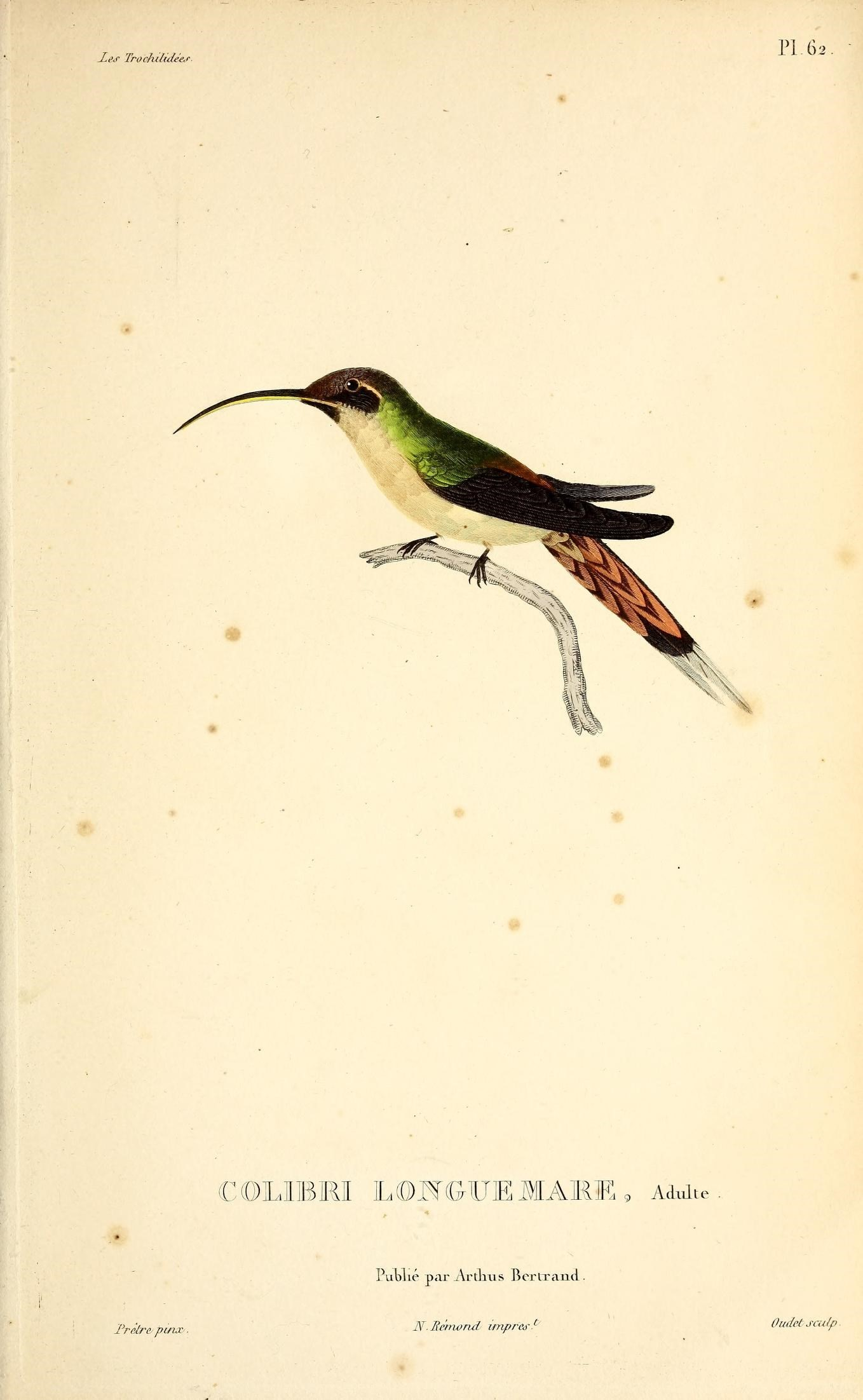
Braunkehl-Schattenkolibri illustriert von Prêtre